# Ugo Pizzarelli
Ugo Pizzarelli (Mortara, 10 gennaio 1918 – Cagliari, 25 marzo 2008) è stato un militare italiano.
Combatté come ufficiale osservatore della Regia Marina sugli aerei durante la seconda guerra mondiale. Esperto nel campo dei radar, forni consulenze alla NATO e svolse le analisi radaristiche sulla Strage di Ustica per conto della Commissione Pratis, istituita il 23 dicembre 1988 dal presidente del Consiglio dei ministri Ciriaco De Mita.

## Biografia
Ugo Pizzarelli è stato un ammiraglio ispettore capo della Marina Militare italiana. Frequentò l'Accademia Navale di Livorno. Si arruolò il 15 giugno 1940 e venne congedato il 22 gennaio 1980. Combatté nella Seconda guerra mondiale. Partecipò alle analisi sulla Strage di Ustica in qualità di membro della commissione Pratis. Era laureato in fisica. Fu alunno nonché grande benefattore dell'Almo Collegio Borromeo di Pavia: grazie al suo contributo è stato possibile ristrutturare la facciata del Collegio e costruire il piano Iperuranio.
È cugino di secondo grado di Annibale Pizzarelli, direttore di coro del Teatro Regio di Parma.

## Onorificenze

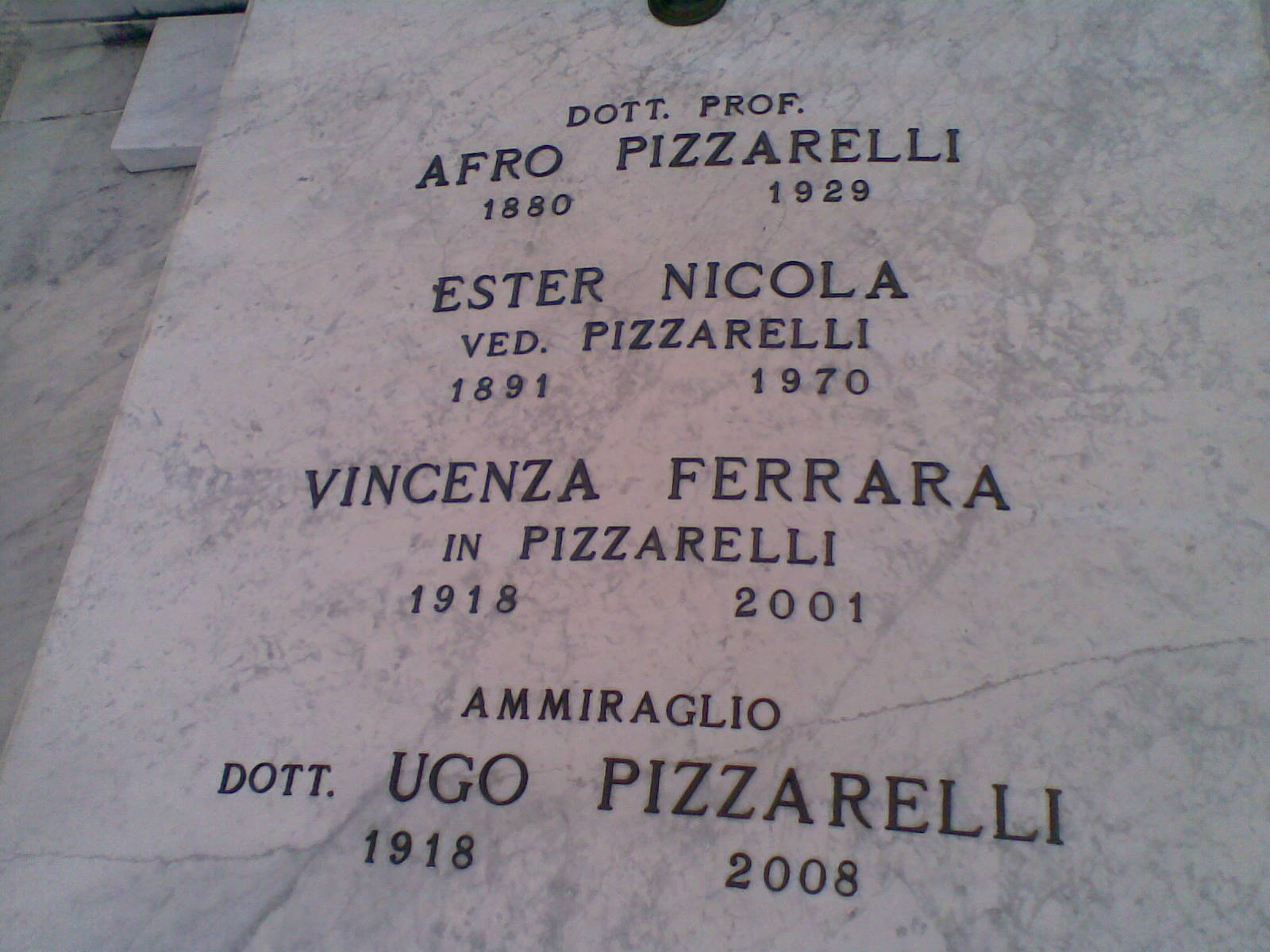
Lapide della tomba della famiglia Pizzarelli, Ugo Pizzarelli è l'ultimo partendo dall'alto.

- Distintivo d'onore di 3º grado per l'attività aerea svolta